# Bão táp triều Trần
Bão táp triều Trần là một bộ tiểu thuyết của nhà văn Hoàng Quốc Hải. Bộ tiểu thuyết này được Nhà xuất bản Phụ nữ xuất bản lần đầu năm 2003 với 4 tập và sau đó đã được tái bản nhiều lần. Sau đó, tác giả lại thêm 2 tập nữa, nâng tổng số tập của tuyển tập tiểu thuyết này thành 6 tập, ra mắt vào năm 2010.
Đặt vào bối cảnh nhà Trần, tiểu thuyết này viết chủ yếu về hoàng triều nhà Trần từ khi thay nhà Lý làm chủ Đại Việt, mấu chốt là cuộc chiến chống Nguyên Mông và sự kết thúc đầy bi kịch của triều đại này.

## Tổng quan
Trong loạt tiểu thuyết này, tác giả Hoàng Quốc Hải có hoài bão lớn tái hiện lịch sử nhà Trần bằng ngòi bút của mình. Trong phần Tựa đề của tập Bão táp cung đình, khởi đầu cho tuyển tập tiểu thuyết này, ông giải thích mong muốn của mình thông qua tác phẩm là có thể "mở to đôi mắt nhìn vào quá khứ, thấy được những điều kỳ diệu, và cả những khổ đau xưa cha ông ta đã tạo dựng và nếm trải. Nhưng quá khứ luôn được phủ bởi một lớp sương khói khi thì dày đặc đến mịt mờ".

### Các phần
- Bão táp cung đình: Tập đầu tiên trong toàn bộ Bão táp triều Trần. Trong tập này, tác giả tái hiện sự ra đời của thời đại nhà Trần với vai trò đạo diễn của Thái sư Trần Thủ Độ. Ông là người có chí lớn trong thiên hạ, vì việc lớn biết dẹp những quyền lợi riêng tư để giữ nghiêm phép nước, đồng thời cũng là người có mưu kế nhằm xây dựng một cơ nghiệp nhà Trần từ buổi còn trứng nước.
- Đuổi quân Mông - Thát: phần này lấy bối cảnh từ cuộc kháng chiến chống quân xâm lược Nguyên Mông của quân và dân Đại Việt lần thứ nhất thế kỷ 13. Dưới sự chỉ đạo tài tình của Trần Hưng Đạo, nhân dân Đại Việt đã đánh tan 50 vạn quân Nguyên xâm lược, bảo vệ nền độc lập tự chủ của dân tộc.
- Thăng Long nổi giận: tiếp nối Đuổi quân Mông - Thát.
- Huyết chiến Bạch Đằng: tiếp nối Thăng Long nổi giận.
- Huyền Trân công chúa: phần này kể về Huyền Trân công chúa, viết về đường lối ngoại giao thời bình của vua Trần Nhân Tông, và cuộc hôn nhân đi vào lịch sử giữa vua Chăm Chế Mân và công chúa Đại Việt Huyền Trân - một cuộc hôn nhân đã mở rộng đất đai của nước Đại Việt. Xuyên suốt tác phẩm thấm đẫm nền văn hóa phong tục hai nước Chămpa và Đại Việt.
- Vương triều sụp đổ: Đây là phần cuối cùng của bộ tiểu thuyết. Ở tập này, cuốn sách mở đầu bằng việc dâng "Thất trảm sớ" của Chu Văn An. Các vua quan cuối đời Trần sa vào chuyện ăn chơi sa đọa, coi thường kỷ cương phép nước. Và nhà Trần đi theo vết trượt dài của các triều đại suy đồi dẫn đến sụp đổ.

### Chuyển thể
Bộ phim Phật hoàng Trần Nhân Tông lấy kịch bản dựa theo nội dung bộ Bão táp triều Trần.

## Giải thưởng
Bộ tiểu thuyết Bão táp triều Trần giúp tác giả Hoàng Quốc Hải đoạt Giải thưởng Bùi Xuân Phái - Vì tình yêu Hà Nội năm 2008 và Giải thưởng Nhà nước về Văn học Nghệ thuật năm 2017.